# Tatra
|  | Aquest article tracta sobre una serrallada dels Carpats. Si cerqueu una empresa automobilística, vegeu «Tatra (empresa)». |

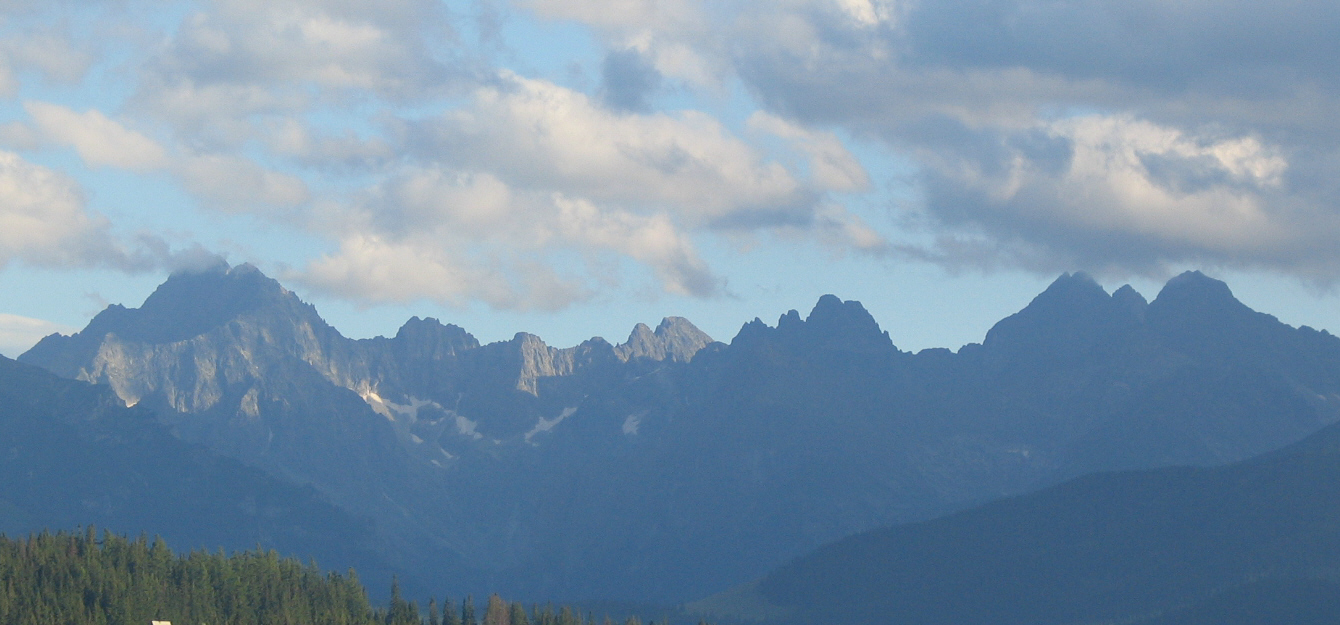
Els cims més alts dels Tatra, amb el mont Gerlachovský a l'esquerra

Els Tatra o Tatres (en polonès i eslovac Tatry) és un grup muntanyós que forma una serralada entre la frontera de Polònia i Eslovàquia. Conforma el sector més alt dels Carpats.
La major part de la serralada, com també la major part dels seus pics més alts, són situats a Eslovàquia; en canvi, els majors llacs d'aquestes muntanyes es poden trobar a Polònia. La serralada es separa sovint entre els 
- Tatra Orientals (entre els quals destaquen els Alt Tatra)
- Tatra Occidentals.

El cim més alt dels Tatra és el mont Gerlachovský, abans anomenat cim de Franz Joseph, amb 2.655 metres, situat a Eslovàquia. El Rysy, amb una altura de 2.499 metres, és el pic més alt situat a Polònia (a la frontera polonesa-eslovaca).
Els Tatra constitueixen una important reserva d'ossos bruns d'Europa, amb una població estimada d'uns 1000 exemplars.